# بازارچه سر جمع
بازارچه سر جمع مربوط به سدهٔ ۹ ه.ق است و در یزد، محله سر جمع، جنب بقعه سید گلسرخ واقع شده و این اثر در تاریخ ۱۷ اسفند ۱۳۸۱ با شمارهٔ ثبت ۷۷۸۳ به‌عنوان یکی از آثار ملی ایران به ثبت رسیده است.